# Kněžice (Pardubice)
Kněžice é uma comuna checa localizada na região de Pardubice, distrito de Chrudim.